# Canchallena
Canchallena es un sitio web enfocado en la agenda deportiva en televisión, estadísticas, resultados, pronósticos, y análisis de datos, entre otros. El proyecto es propiedad del Grupo La Nación, de Argentina. 

## Historia de Canchallena

### Historia
Canchallena tuvo su lanzamiento el 30 de junio de 2009 en Buenos Aires. Desde sus inicios, el sitio contó con la supervisión de Daniel Arcucci, secretario de redacción de deportes del Diario La Nación, y Gastón Roitberg, secretario de redacción de lanacion.com. En su primera etapa, su editor fue Alejo Vetere. El 9 de marzo de 2015, Sebastián Fest dejó su posición de director de deportes de la agencia de noticias Deutsche Presse-Agentur en Madrid y llegó al Diario La Nación para tener control sobre la sección, coincidiendo con la salida de Daniel Arcucci. El 5 de julio de 2016 se transformó en La Nación Deportes.  Durante esa primera etapa se transformó en el segundo sitio deportivo de la Argentina, con más de 6 millones de lectores mensuales. Su principal competidor a nivel nacional fue el diario Olé. 
El 30 de mayo de 2022 se inició una segunda etapa, con foco en análisis de datos, pronósticos, apuestas y coberturas en vivo. Esta nueva era se consolidó en agosto de 2023, ya como una plataforma de estadísticas, resultados en vivo y agenda deportiva.

### Redacción
Entre 2009 y 2016 contó con un equipo de editores y redactores y con un plantel de columnistas, entre los que se encuentran firmas reconocidas como Juan Pablo Varsky, Víctor Hugo Morales, Ezequiel Fernández Moores, Marcelo Gantman y Román Iucht, entre otros. Alejo Vetere, Pablo Hacker, Ariel Tiferes, Jeremías Prevosti, Tomás Bence, Javier Saúl, Germán Leza, Pablo Lisotto, Guido Molteni, Fernando Czyz, Santiago Peluffo y Lucas Goyret formaron parte del equipo de redacción.
El portal Canchallena contó desde 2013 con un socio de gran relevancia en España, el diario deportivo As. El proyecto nació con la participación del portal Televisa Deportes (México), el dominicano El Caribe, el periódico deportivo Meridiano (Venezuela), el diario El Tiempo (Colombia), el también deportivo Líbero (Perú), el diario El Universo (Ecuador) y el Diario La Nación (Argentina). La alianza finalizó en 2017, en concordancia con el crecimiento y la mayor inversión de As en su propio proyecto en América Latina y Estados Unidos.
La primera redacción de Canchallena se ubicó en el sexto piso del edificio Bouchard Plaza, en las oficinas que pertenecían al Diario La Nación. En 2010, se mudó al quinto piso del mismo edificio. En septiembre de 2013, producto de la mudanza del Diario La Nación, dejó el centro de la Capital Federal para mudar su redacción al edificio Torre Al Río, en Vicente López, Provincia de Buenos Aires.

## Canchallena en otros ámbitos

### Canchallena en las redes sociales
Canchallena lanzó en el año 2009 sus cuentas oficiales en varias redes sociales entre las que se destacaron Facebook y Twitter. Por este último medio realizó coberturas minuto a minuto y superó los 700 mil seguidores en 2014. Contó además con su sitio oficial de Tumblr dónde se publicaban las mejores fotos deportivas. Con motivo de la Copa Mundial de Fútbol de 2014, utilizó Instagram para realizar micros informativos en video con una duración de 15 segundos. El relanzamiento de 2022 incluyó varias de estas cuentas originales.

### Canchallena Radio
En el marco del fallido proyecto La Nación Radio, del Diario La Nación, Canchallena contó con un programa dedicado a la Copa América 2011. El programa finalizó con el cierre del torneo. El proyecto radial del diario no prosperó y cerró meses después. Contó con Jeremías Prevosti y Javier Saúl como conductores, Fernando Czyz como columnista y Tomás Bence en la producción.

## Premios y menciones
- Premio Mate de Plata 2010 al "Mejor sitio de deportes y entretenimientos[7]
- Premio Alumni 2013 al "Mejor sitio web deportivo de la Argentina" Premio Alumni 2013